# HMS E2
HMS E2 – brytyjski okręt podwodny typu E. Zbudowany w latach 1911–1912 w Chatham Dockyard, w Chatham. Okręt został wodowany 23 listopada 1912 roku i rozpoczął służbę w Royal Navy 30 czerwca 1913 roku. 
W 1914 roku E2 stacjonował w Harwich przydzielony do Ósmej Flotylli Okrętów Podwodnych (8th Submarine Flotilla) pod dowództwem Lt. Cdr. Davida de B. Stocksa. 
W 1915 roku brał udział został przydzielony do Dardanelles Flotilla i brał udział w walkach w Cieśninie Dardanelskiej oraz Morzu Marmara pod dowództwem Lt. Cdr. E. de B. Stocksa. Z jego pokładu wysyłani byli także na ląd żołnierze w celach dywersyjnych. 8 września porucznik H.V. Lyon popłynął w kierunku mostu kolejowego w pobliżu Küçükçekmece z zadaniem jego zniszczenia. Most został rzeczywiście zniszczony, ale porucznik Lyon nie powrócił z akcji. Był ostatnim brytyjskim okrętem podwodnym wycofanym z Morza Marmara 2 stycznia 1916 roku.
Okręt został sprzedany 7 marca 1921 roku na Malcie.